# Adamo Coulibaly
Adamo Coulibaly (Parigi, 14 agosto 1981) è un ex calciatore francese, di ruolo attaccante.

## Palmarès

### Club
- Campionato ungherese: 2

Debrecen: 2009-2010, 2011-2012
- Coppa d'Ungheria: 3

Debrecen: 2009-2010, 2011-2012, 2012-2013
- Supercoppa d'Ungheria: 1

Debrecen: 2010
- Coppa di Lega ungherese: 1

Debrecen: 2009-2010

### Individuale
- Capocannoniere del campionato ungherese: 2

2011-2012 (20 gol), 2012-2013 (18 gol)
- Capocannoniere della coppa ungherese: 1

2012-2013 (8 gol)